# Lame Deer (Montana)
Lame Deer es un lugar designado por el censo ubicado en el condado de Rosebud en el estado estadounidense de Montana. En el Censo de 2010 tenía una población de 2052 habitantes y una densidad poblacional de 14,25 personas por km².

## Geografía
Lame Deer se encuentra ubicado en las coordenadas 45°37′4″N 106°36′48″O / 45.61778, -106.61333. Según la Oficina del Censo de los Estados Unidos, Lame Deer tiene una superficie total de 143.96 km², de la cual 143.96 km² corresponden a tierra firme y (0%) 0 km² es agua.

## Demografía
Según el censo de 2010, había 2052 personas residiendo en Lame Deer. La densidad de población era de 14,25 hab./km². De los 2052 habitantes, Lame Deer estaba compuesto por el 4.34% blancos, el 0.34% eran afroamericanos, el 93.66% eran amerindios, el 0.1% eran asiáticos, el 0% eran isleños del Pacífico, el 0.19% eran de otras razas y el 1.36% pertenecían a dos o más razas. Del total de la población el 3.41% eran hispanos o latinos de cualquier raza.